# Нидермайер, Иоганн Йозеф
Иоганн Йозеф Нидермайер (нем. Johann Josef Niedermayer; 1710—1784) — австрийский скульптор-модельер по фарфору.

## Биография
Иоганн Йозеф Нидермайер с 1747 по 1784 год работал модельмайстером (скульптором-модельером) на Фарфоровой мануфактуре Аугартен в предместьях Вены. Он создавал выдающиеся модели фарфоровых фигурок с яркой полихромной росписью в своеобразном стиле венского рококо. Нидермайер был учеником и последователем австрийского скульптора Георга Рафаэля Доннера и успешно перерабатывал в своём «рокайльном стиле» образцы «итальянской барочной скульптуры», в частности произведения Стефано Мадерно.
В 1784 году в должности главного художника модельной мастерской мануфактуры его сменил Антон Грасси. Сын Нидермайера Старшего — Матиас Нидермайер (?—1829) в 1804 году стал директором Венской мануфактуры. Под фамилией Нидермайер известны и другие художники, в том числе мастера по фарфору, в частности в Нойдеке и Нимфенбурге.